# Melecta prophanta
Melecta prophanta is een vliesvleugelig insect uit de familie bijen en hommels (Apidae). De wetenschappelijke naam van de soort werd voor het eerst geldig gepubliceerd in 1980 door Maurits Lieftinck.